# Перфоратор (ЕОМ)

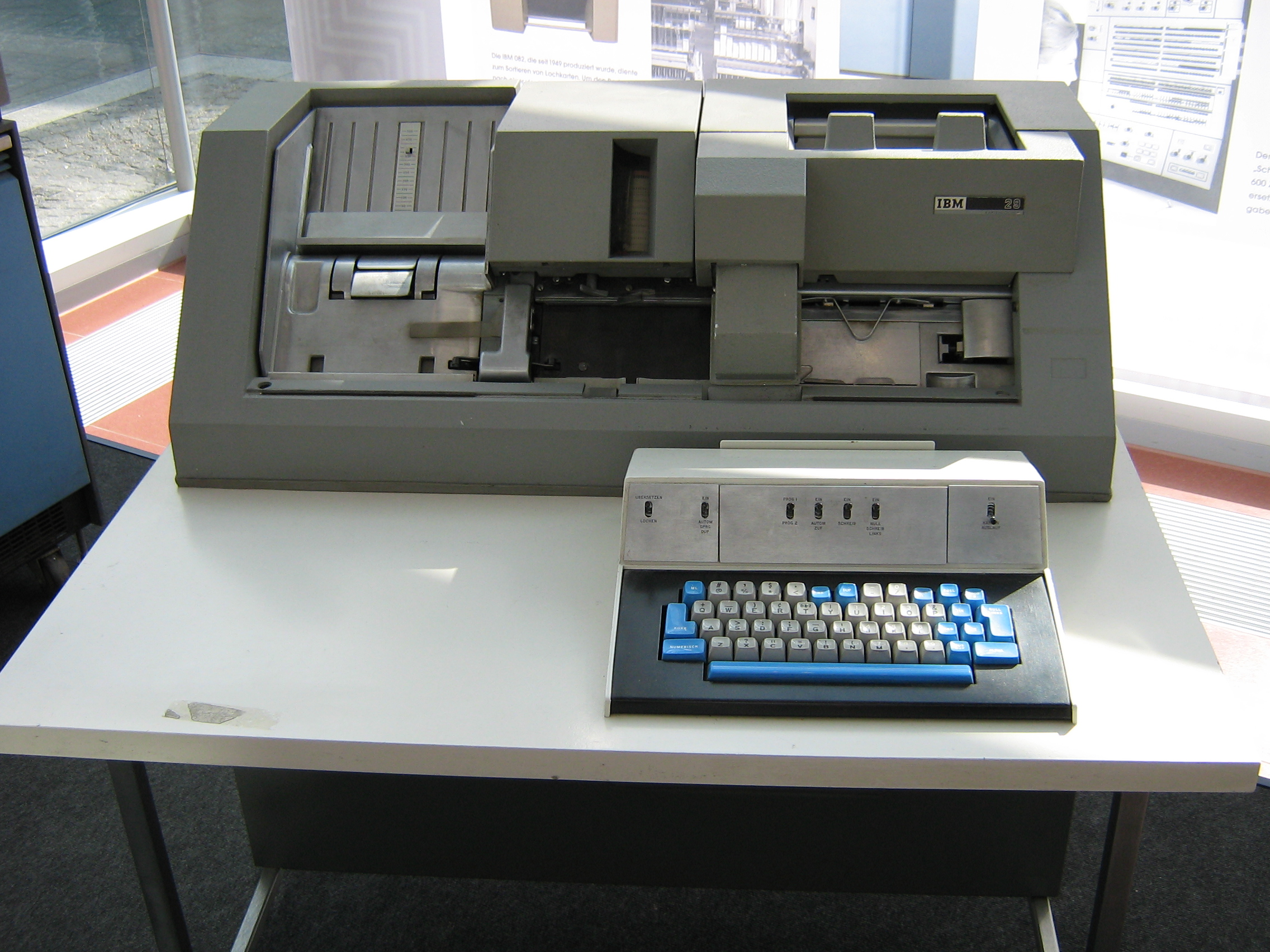
Алфавітно-цифровий перфоратор ручного вводу

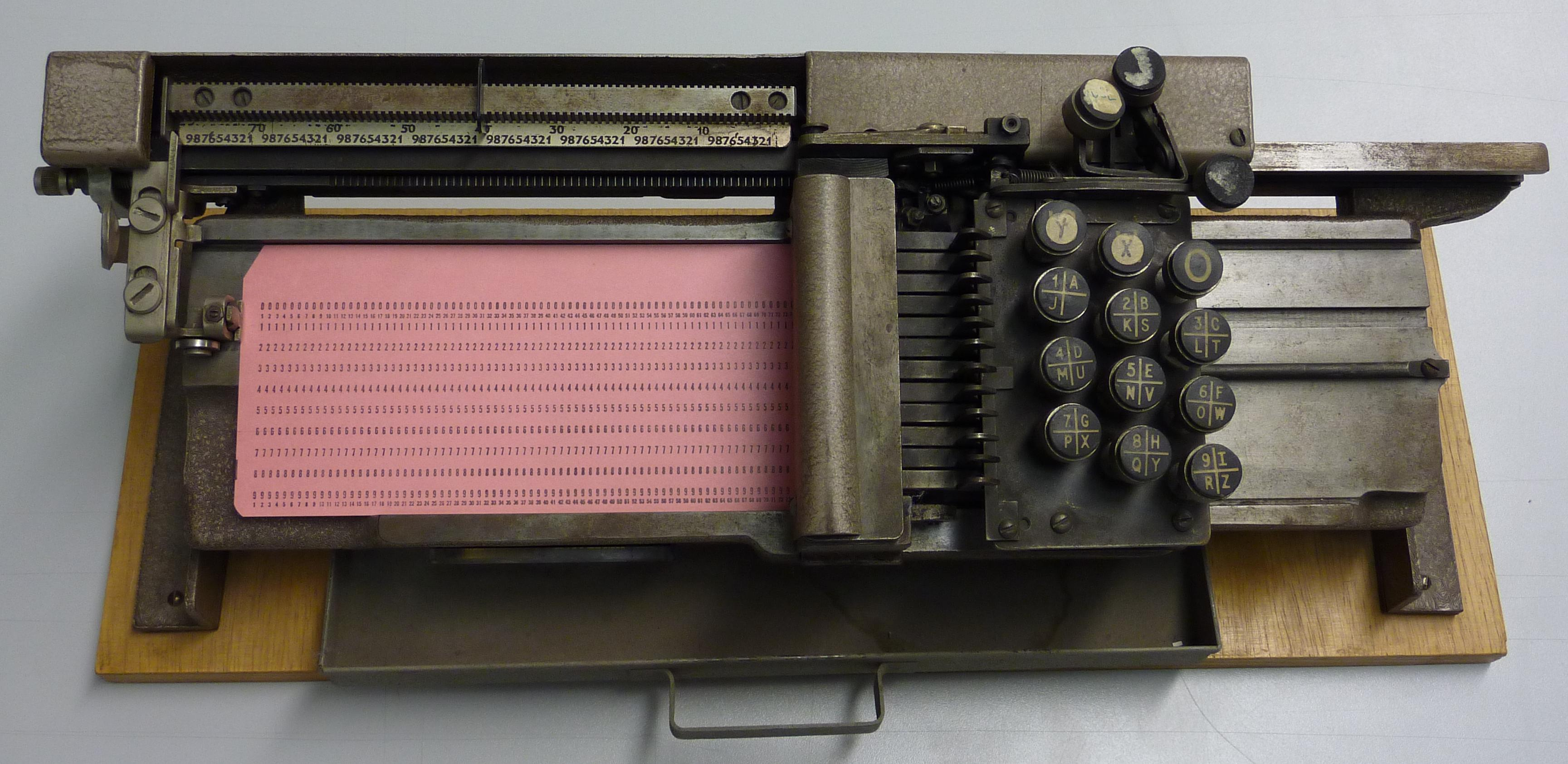
Ручний перфоратор

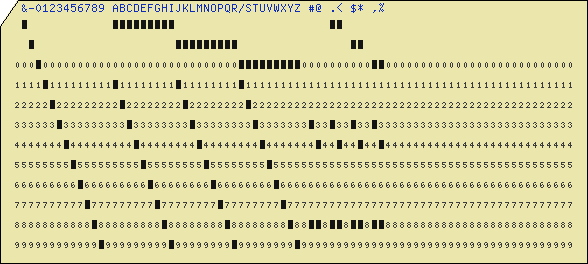
Тестова перфокарта IBM, зверху нанесені відповідні до перфорації символи

Перфоратор — пристрій для нанесення інформації на паперовий або пластиковий носій. Перфоратори поділялись на карткові та стрічкові.
Картковий перфоратор — електромеханічний пристрій виводу інформації на перфокарти шляхом пробивання отворів (перфорації) згідно з прийнятою системою кодування інформації в відповідних позиціях перфокарти (колонках). Поділялись в залежності від типу перфокарт на 45 та 80 колонні та за способом введення інформації — оператором, з комп'ютера та репродукції.
Швидкість перфорації при вводі даних оператором сягала 5 знаків/сек для цифрової інформації.
Швидкість перфорації при вводі з комп'ютера сягала 20 колонок в секунду і більше.
Принцип роботи карткового перфоратора ручного вводу був наступний. В кишеню для чистих карт закладалось декілька сотень перфокарт, які спеціальним ножем (товщина перфокарти становила близько 0.18мм) подавались в механізм транспортування карти блоку перфорації. Перфорація виконувалась на виготовленій з твердої сталі матриці загартованим пуансоном, при цьому транспортування карти забезпечувалось кроковим двигуном (приводився в рух звичайною пружиною), крок виконувався після виходу пуансона з матриці. Пуансони приводились в рух за допомогою електромагнітів. По завершенні перфорації карта скидувалась в прийомну кишеню для перфорованих карт, механізм транспортування повертався в позицію для приймання наступної карти за допомогою електричного двигуна, при цьому також зводилась пружина приводу механізму транспортування.
Картковий перфоратор ЄС-9015 був призначений для ручного запису алфавітно-цифрових даних на 80-колонних перфокартах. Дані первинних документів спочатку вводяться за допомогою клавіатури до пристрою пам'яті ємністю в одну перфокарту, а потім поколонно наносяться на перфокарту і одночасно роздруковуються на її верхньому краї. Програмування виконувалось за допомогою перфокарти програми і накопичувача команд керування.
Репродуктор (англ. Reproducing Punch) — пристрій для копіювання (репродукції) карт та / або нанесення на карти умовно-постіної інформації. Також міг виконувати і інші функції, наприклад — порівняння колод перфокарт. Репродуктор IBM 519 обробляв 100 перфокарт на хвилину. 
Стрічковий перфоратор забезпечував перфорацію паперової стрічки.
Перфоратори в СРСР застосовувались до середини 1980-х років.